# Боснийская фея
«Боснийская фея» (серб. Босанска вила) ― журнал на темы литературы, культуры и социальных проблем, выпускавшийся в городе Сараево, пропагандировавший сербско-хорватское культурное единство и отвергавший национальную исключительность. Его издателем являлась сербская культурно-образовательная организация «Просвещение» (сербохорв. Просвјета), а первым главным редактором был Божидар Никашинович.

## История
Первый номер «Боснийской феи» вышел 16 декабря 1885 года ― после того, как 19 октября австро-венгерские власти выдали разрешение на его публикацию. Инициаторами издания журнала были четыре молодых учителя из Боснии и Герцеговины: Божидар Никашинович, Никола Шумоня, Никола Кашикович и Стево Калуджерчич. Первые десять номеров редактировал Божидар Никашинович, следующие семнадцать ― Никола Шумоня, а с 1 апреля 1887 года редактором стал Никола Кашикович.
Добротно изготовленный в новой типографии Шпиндлера и Лешнера, журнал имеет 16 страниц <…> Рисунок на титульном листе был сделан Стево Калуджерчичем, художником-любителем с развитым эстетическим чувством, который попытался образно представить название журнала: рядом с рекой Миляцкой парит фея с пылающим факелом в левой руке, правой рукой она держит ленту, на которой развевается огромная надпись: «Босанска вила».Тодор Крушевац
Первая страница первого издания журнала является примером того, как его создатели воспринимали Сараево и всю Боснию и Герцеговину. Автор титульной страницы Стево Калуджерчич, изобразив панораму Сараево, показал многообразие культур в городе ― на иллюстрации в близком соседстве друг с другом располагаются церкви и мечети. Важность журнала для региона, в котором он издавался, признал турецкий султан Абдул-Хамид II, который в 1895 году наградил одного из учредителей журнала, Николу Кашиковича, орденом Меджидие третьей степени. «Боснийская фея» выходила в течение 29 лет (каждые 15 дней), до начала Первой мировой войны.

## Галерея

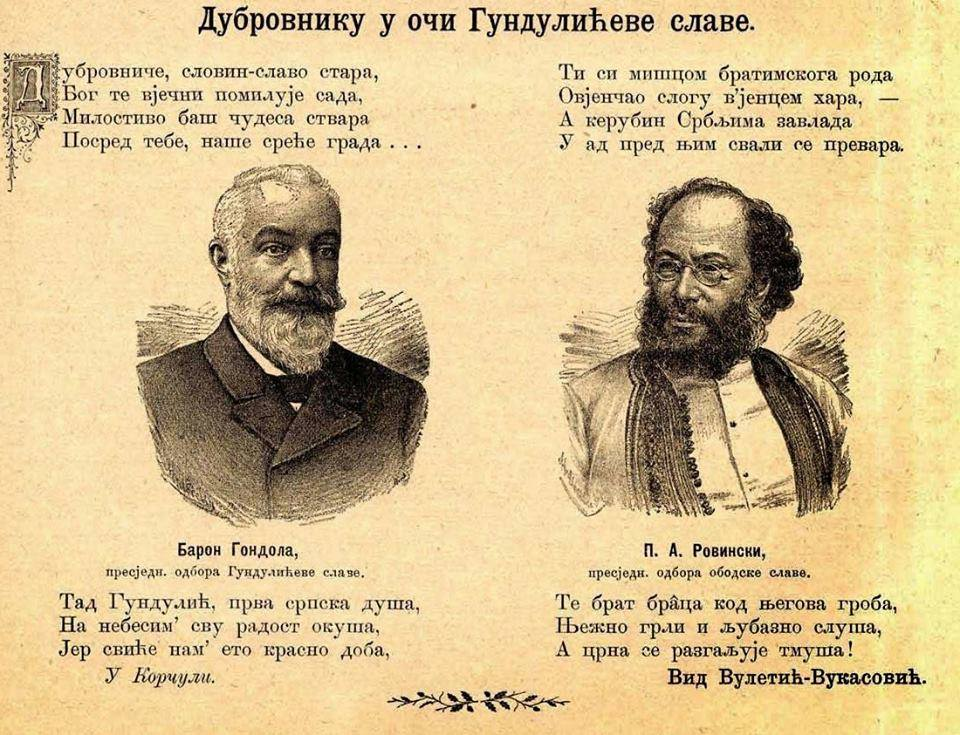
Песня, посвящённая Ивану Гундуличу
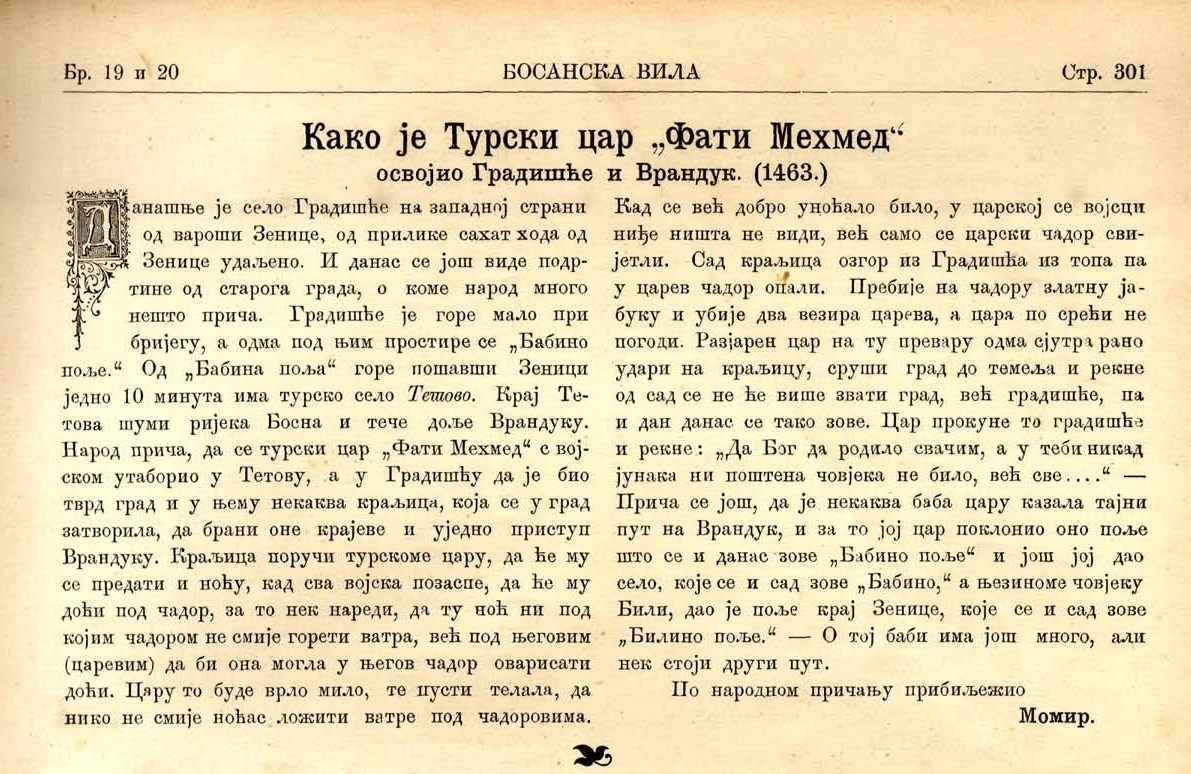
Статья «Как турецкий царь Фатих Мехмед выиграл Градишче и Врандук»